# Fonction NON-ET
 (janvier 2016).
Si vous disposez d'ouvrages ou d'articles de référence ou si vous connaissez des sites web de qualité traitant du thème abordé ici, merci de compléter l'article en donnant les références utiles à sa vérifiabilité et en les liant à la section « Notes et références ».
Pour l’article homonyme, voir Mémoire flash#NAND pour le type de mémoire NAND.

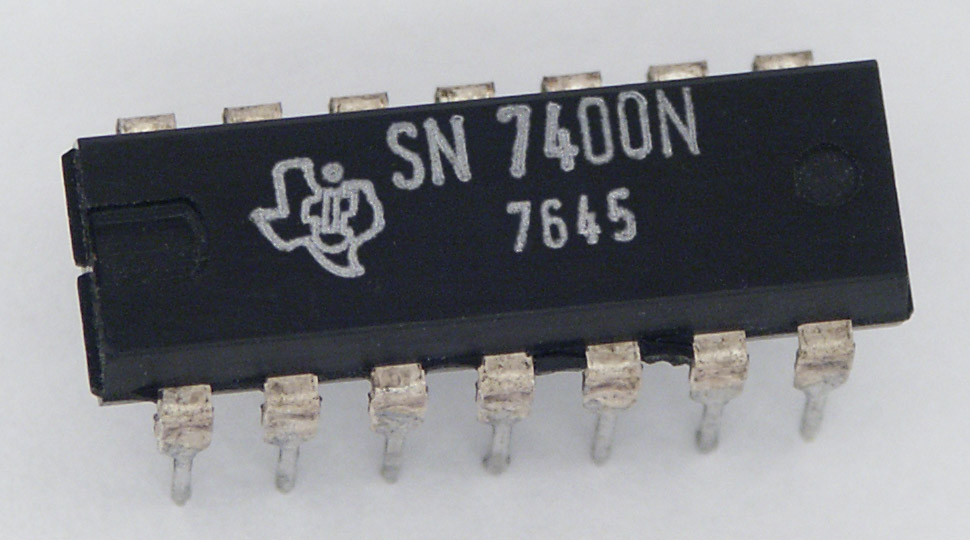
4 Portes NAND.

La fonction NON-ET (NAND en anglais) est un opérateur logique de l'algèbre de Boole. À deux opérandes, qui peuvent avoir chacun la valeur VRAI ou FAUX, il associe un résultat qui a lui-même la valeur VRAI seulement si au moins l'un des deux opérandes a la valeur FAUX.
Les notations usuelles sont  {\displaystyle A\uparrow B} ou {\displaystyle \neg (A\land B)} ou {\displaystyle {\overline {a\cdot b}}}

## Équation
{\displaystyle L={\overline {a\cdot b}}={\bar {a}}+{\bar {b}}}
Ce qui peut se lire : « NON( A ET B ) est équivalent à : NON( A ) OU NON( B ) »

## Illustration
Une lampe s'allume sauf si l'on appuie sur « a » et « b » et seulement dans ce cas-là. La fonction « ET-NON » est caractérisée par des contacts NF (normalement fermés) montés en parallèle.

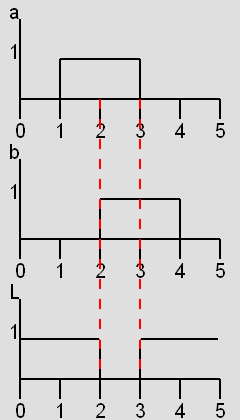
Chronogramme de la fonction NON-ET.

## Symbole
ou 

## Universalité de la fonction NON-ET
La fonction NON-ET est dite « universelle » (comme la fonction NON-OU), car elle permet de reconstituer toutes les autres fonctions logiques. De plus, son circuit électronique en CMOS étant des plus simples, la fonction NON-ET sert souvent de « brique de base » à des circuits intégrés beaucoup plus complexes. 

### Fonction Non
{\displaystyle S={\overline {a\cdot a}}={\bar {a}}}

### FonctionET
{\displaystyle S=a\cdot b}
{\displaystyle S={\overline {({\overline {a\cdot b}})\cdot ({\overline {a\cdot b}})}}={\overline {({\overline {a\cdot b}})}}=a\cdot b}

### FonctionOU
| {\displaystyle S=a+b} | \| Entrées \| Entrées \| Interne \| Interne \| Sortie \| \| a \| b \| s1 \| s2 \| S \| \| 0 \| 0 \| 1 \| 1 \| 0 \| \| 0 \| 1 \| 1 \| 0 \| 1 \| \| 1 \| 0 \| 0 \| 1 \| 1 \| \| 1 \| 1 \| 0 \| 0 \| 1 \| |         |         |        |
| Entrées               | Entrées | Interne | Interne | Sortie |
| a                     | b | s1      | s2      | S      |
| 0                     | 0 | 1       | 1       | 0      |
| 0                     | 1 | 1       | 0       | 1      |
| 1                     | 0 | 0       | 1       | 1      |
| 1                     | 1 | 0       | 0       | 1      |

{\displaystyle S={\overline {{\overline {(a\cdot a)}}\cdot {\overline {(b\cdot b)}}}}={\overline {{\overline {(a)}}\cdot {\overline {(b)}}}}={\overline {\overline {(a)}}}+{\overline {\overline {(b)}}}=a+b}

### FonctionOU exclusif

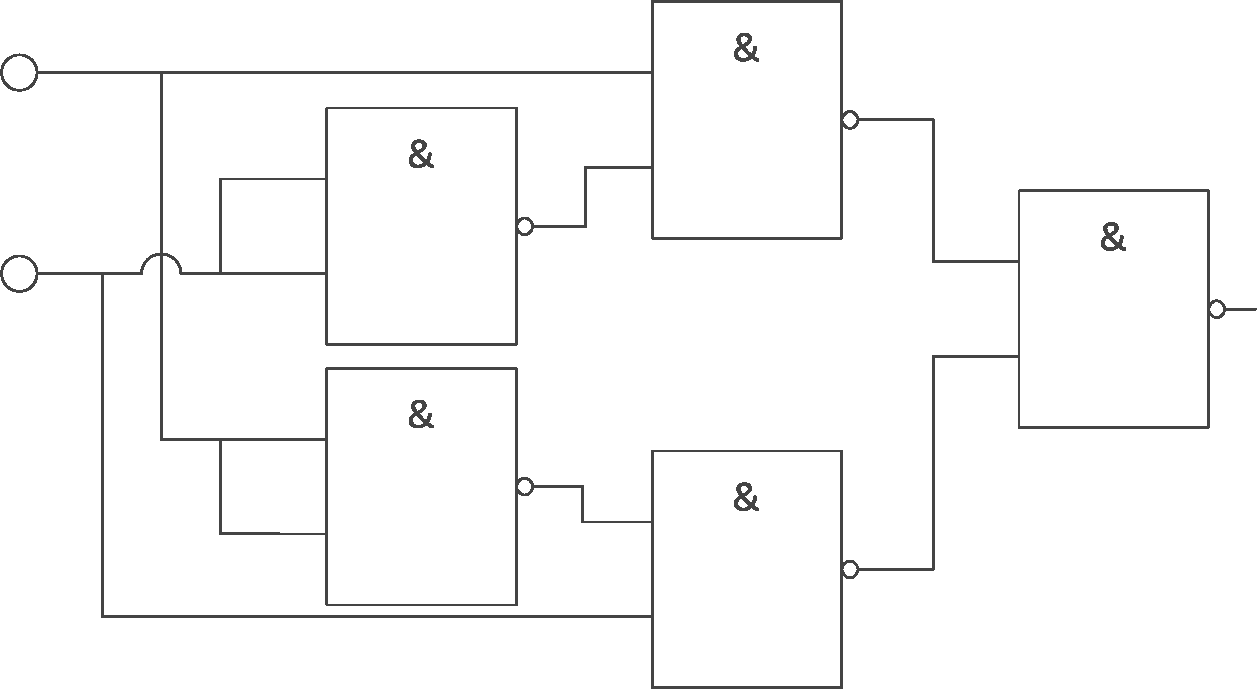

{\displaystyle a\oplus b={\overline {\overline {a\oplus b}}}}
{\displaystyle a\oplus b=(a\cdot {\overline {b}})+({\overline {a}}\cdot b)=}

{\displaystyle {\overline {\overline {(a\cdot {\overline {b}})+({\overline {a}}\cdot b)}}}=}

{\displaystyle {\overline {{\overline {(a\cdot {\overline {b}})}}\cdot {\overline {({\overline {a}}\cdot b)}}}}}

## Implémentations
Un processeur peut être entièrement réalisé en utilisant uniquement des fonctions NON-ET. Pour les circuits intégrés TTL utilisant des transistors à plusieurs émetteurs, utiliser des fonctions NON-ET nécessite moins de transistors qu'avec des fonctions NON-OU.

### Schémas
|  |  |  |  |

### Exemples de dispositions physiques
|  |  |

## Circuit intégré 7400
Différents circuits intégrés de la série 7400 intègrent des portes logiques NON-ET, en nombre et caractéristiques analogiques variables :  7400, 7401, 7402, 7403, 7410, 7412, 7413, 7420, 7422, 7424, 7426, 7430, 7437, 7438, 7439, 7440, 74618, 74800, 74804.